# Pseudoclanis nigrita
Pseudoclanis nigrita är en fjärilsart som beskrevs av Gehlen. 1928. Pseudoclanis nigrita ingår i släktet Pseudoclanis och familjen svärmare. Inga underarter finns listade i Catalogue of Life.